# Réacteurs thermochimiques

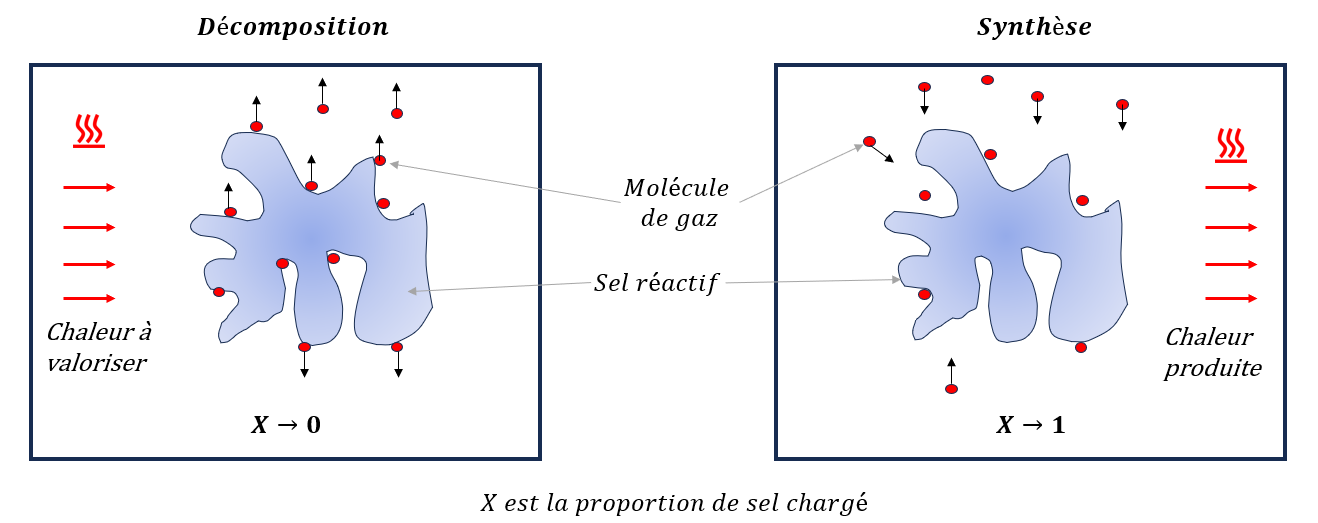
Schéma illustrant les réactions de décomposition et de synthèse dans un réacteur thermochimique

Les réacteurs thermochimiques sont les organes dans lesquels ont lieu les réactions de synthèse et de décomposition utiles au fonctionnement d'un cycle thermochimique.
Cet article fait l'objet d'un développement des technologies de réacteur utilisées et étudiées.
Les réactions mises en jeu dans les réacteurs thermochimiques sont explicitées dans la page cycle thermochimique pour la production de froid.

## Différentes technologies de réacteur
L’enjeu principal de la fabrication du réacteur réside dans la qualité des transferts thermiques et de matière entre le gaz et le solide réactif.

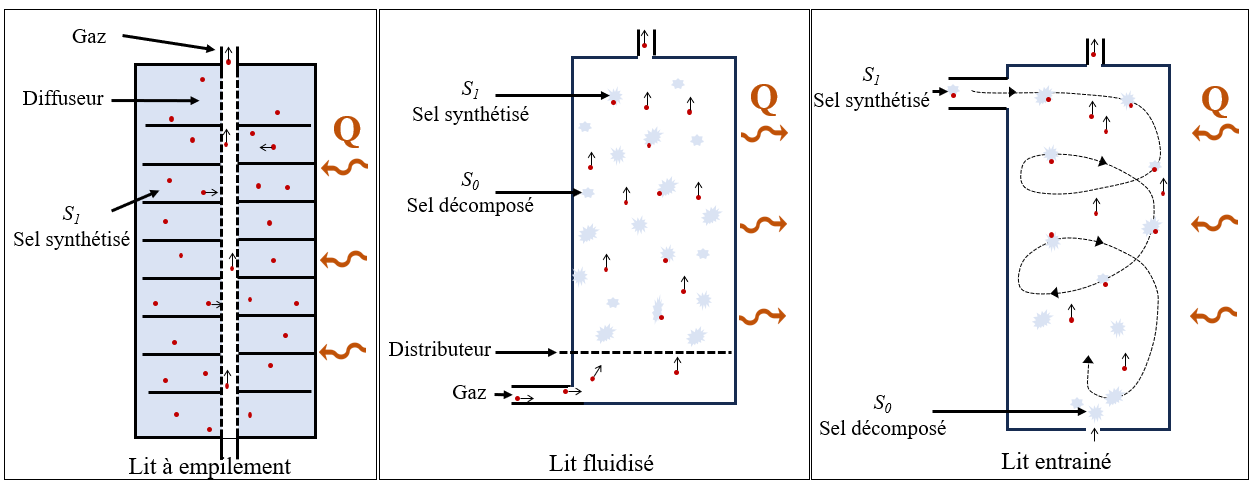
Schématisation de trois types de réacteurs thermochimiques

Il existe plusieurs types de réacteurs qui se différencient selon la manière dont le réactif est mis en œuvre. Des lits à empilement (dits fixes), fluidisés et à entraînement comme l'illustre le schéma ci-dessous.

### Lits fixes
Les avantages du lit fixe sont la simplicité de mise en œuvre. Des prototypes expérimentaux ont notamment été développés par le laboratoire PROMES CNRS.

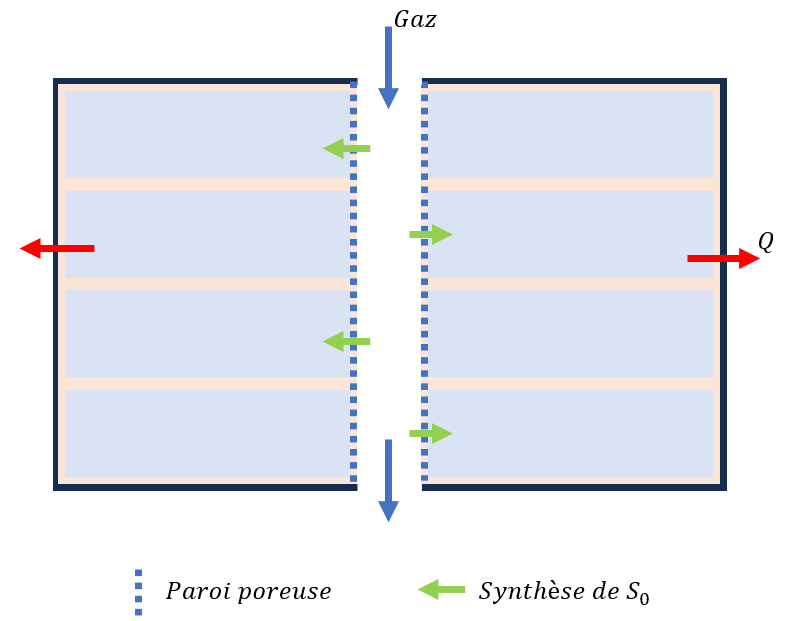
Schématisation d'un réacteur en lit fixe en phase de synthèse

#### Aspects techniques
Comme le montre la figure ci-contre, le flux de gaz alimente le réacteur à l'état initial déchargé. Dans cette configuration, plusieurs étages de sel réactif poreux sont empilés, permettant au gaz de se fixer sur le sel réactif.
L'inconvénient principal de ces réacteurs réside dans la perméabilité du solide puisque durant la phase de synthèse son volume molaire augmente, diminuant la porosité du milieu poreux, et par suite, la capacité du gaz à atteindre les sites réactifs. Ainsi, la porosité du sel ne doit pas limiter l’avancement de la réaction. De plus, des contraintes mécaniques qui varient localement peuvent intervenir dans ces conditions. Cela peut amener au décollement du réactif préalablement introduit dans une matrice ce qui est à l'origine de l'endommageant du réacteur.
Le graphite naturel expansé (GNE) a été choisi pour assurer une forte porosité, une bonne conductivité et une bonne  élasticité. La structure poreuse du GNE est illustrée par la figure ci-dessous. Le choix de la proportion de ce matériau résulte d’un compromis entre transferts de masse et de chaleur.

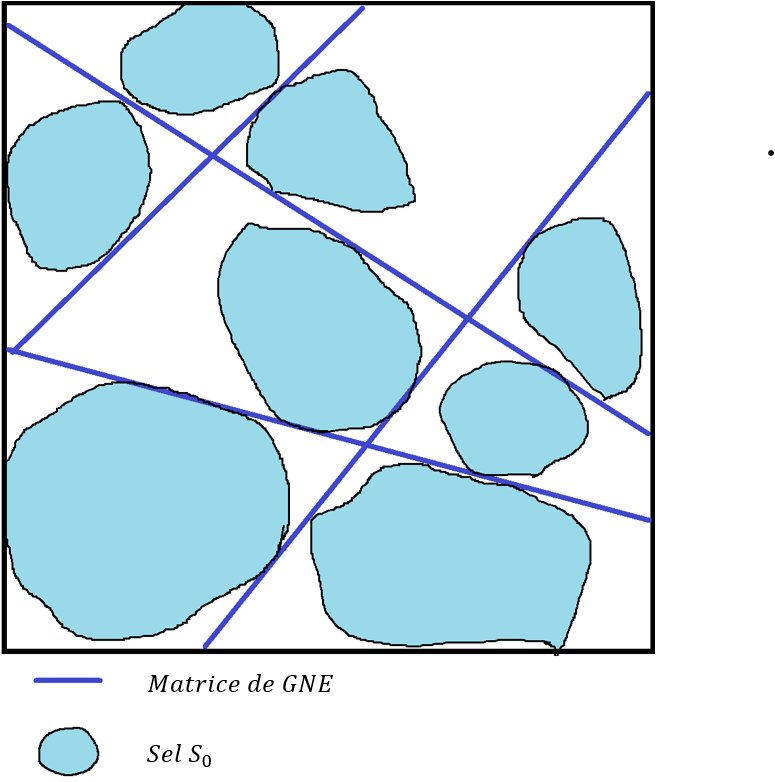
Schéma d'un réacteur poreux constitué d'une matrice de GNE et de sel à l'état initial S0

#### Sels utilisés
Les sels principalement utilisés pour la production de froid basse température sont les chlorures métalliques et ammoniacates. Il est possible d’obtenir des puissances frigorifiques (SCP) de l’ordre de 700 W/kg ainsi que des COP de 0,4. En général, l’eau ou l’ammoniac constituent le fluide de travail même si ce dernier est corrosif et toxique. Le dihydrogène, l’éthanol, le méthanol, le dioxyde de carbone, le méthylamine, le diméthylamine peuvent également convenir à ces utilisations. 
Pour la production ou le stockage de chaleur haute température, d'autres couples sont mis en œuvre en utilisant des sels tels que les halogénures de métal. Cela permet une valorisation de chaleur jusqu'à 320°C. Les hydrures de métal permettent d'être valorisés jusqu'à 400°C mais le système est lourd car il nécessite beaucoup de solide pour absorber peu de dihydrogène.

### Lit fluidisé
Les lits fluidisés, basés sur le phénomène de fluidisation entre des particules solides et un gaz dans une enceinte en cycle ouvert, offrent l'avantage de garantir un coefficient d'échange plus élevé. C'est néanmoins une technologie difficile à mettre en œuvre qui nécessite un apport externe d'énergie pour faire fonctionner le système. De plus, l'érosion des particules est à prendre en compte.

### Lit à entraînement
Les lits à entrainement sont, à l'image des lits fluidisés, des processus complexes à mettre en place. Ceux-ci sont néanmoins moins énergivores que cette dernière technologie même si certains dispositifs peuvent contenir une partie en mouvement.

### Lit rotationnel
Les lits rotationnels ont également été développés.

## Analyse du cycle de vie
Une analyse de cycle de vie a été mené, faisant l'inventaire des matériaux utilisés pour l'intégration d'un cycle thermochimique à une centrale solaire thermodynamique. Plusieurs modes d'intégration sont étudiés afin de déterminer leurs impacts respectifs. Il apparaît que les impacts sont en majorité causé par l'extraction des matériaux et leur transformation.

## Application
Le choix du couple réactif (solide-gaz) est primordial pour mettre en œuvre l'effet utile souhaité. Cela dépend de la source thermique disponible. Le fluide de travail est choisi en fonction de ses propriétés thermodynamiques, son coût économique ou sa toxicité.
Ces cycles permettent le stockage du fluide de travail sous forme liquide à la suite d'une condensation de la vapeur à haute pression en contact avec le puits ambiant.
Les cycles thermochimiques actuellement utilisés ou étudiés sont les suivants :
- cycle thermochimique pour la production de froid ;
- cycle thermochimique à cogénération de froid et d'électricité ;
- cycle thermochimique pour le stockage inter-saisonnier de l'énergie solaire ;
- cycle thermochimique pour le stockage d'énergie solaire concentrée (section Stockage de l'énergie)